# دینگسهایم
دینگسهایم (به فرانسوی: Dingsheim) یک کمون در فرانسه با جمعیت ۱٬۳۰۵ نفر است که در Canton of Truchtersheim واقع شده‌است.